# Алюри

Рись

Галоп

Алю́ри (фр. allure — «хода») — види поступального руху коня (інколи термін вживається щодо інших тварин).
Розрізняють алюри природні та штучні.
До природних алюрів належать:
- ступа́ (рос. шаг) — найповільніший алюр; ноги переставляються по діагоналі в такій послідовності: права передня, ліва задня ноги, ліва передня і права задня;
- клус (або рись) — швидкий алюр; одночасно переставляються різносторонні ноги: ліва задня і права передня, права задня і ліва передня;
- хода (або тьольт) — дуже м'який та зручний для вершника алюр, при якому кінь високо піднімає коліна, а одна нога завжди залишається на землі. Швидкість варіюється від ступи до клусу. Тривалий час вибраковувався в Європі на користь клусу, оскільки не давав ривку, необхідного для того, щоб везти карети, але зберігся в ісландських коней. На ходу можна натренувати штучно;
- однохідь (інохідь) — прискорений алюр; односторонні кінцівки піднімаються і опускаються на землю одночасно. На однохідь, як і на тьольт, коня можна натренувати штучно;
- чвал (галоп)  — найшвидший алюр, при якому переміщення кінцівок має таку черговість: опора на ліву задню ногу → перший удар об землю, на ліву передню і праву задню → другий удар, далі на праву передню → третій удар, поштовх, після цього фаза вільного висіння і знову опора на ліву задню ногу і так далі.

Різновидом галопу є кар'єр — гранична швидкість коня, яку він може розвинути на короткій дистанції. Важка кіннота застосовувала кар'єр при кінних атаках (англ. і фр. charge, пол. szarża).
Тренінгом вироблено такі штучні алюри — курбет, піаф, пасаж, крупада, пірует, парадна ступа, стрибок.
За ознаками алюрів розрізняють породи коней — швидкоалюрні (чистокровна верхова, арабська, орловська і російська рисисті) та ступові (радянська і російська ваговозні породи та інші)

## Джерело
- Алюри // Українська радянська енциклопедія : у 12 т. / гол. ред. М. П. Бажан ; редкол.: О. К. Антонов та ін. — 2-ге вид. — К. : Головна редакція УРЕ, 1977. — Т. 1 : А — Борона. — 542, [2] с., [38] арк. іл. : іл., табл., портр., карти с.